# Сандаун (Нью-Гемпшир)
Сандаун (англ. Sandown) — місто (англ. town) в США, в окрузі Рокінґгем штату Нью-Гемпшир. Населення — 6548 осіб (2020).

## Демографія
Згідно з переписом 2010 року, у місті мешкало 5986 осіб у 2072 домогосподарствах у складі 1677 родин. Було 2214 помешкання
Расовий склад населення:
| - 97,7 % — білих - 0,3 % — чорних або афроамериканців - 0,3 % — азіатів - 0,1 % — корінних американців |

До двох чи більше рас належало 1,0 %. Частка іспаномовних становила 1,6 % від усіх жителів.
За віковим діапазоном населення розподілялося таким чином: 24,8 % — особи молодші 18 років, 66,9 % — особи у віці 18—64 років, 8,3 % — особи у віці 65 років та старші. Медіана віку мешканця становила 40,4 року. На 100 осіб жіночої статі у місті припадало 102,1 чоловіків;  на 100 жінок у віці від 18 років та старших — 98,5 чоловіків також старших 18 років.
Середній дохід на одне домашнє господарство  становив 115 078 доларів США (медіана — 102 229), а середній дохід на одну сім'ю — 129 718 доларів (медіана — 109 097). Медіана доходів становила 69 798 доларів для чоловіків та 47 308 доларів для жінок. За межею бідності перебувало 2,9 % осіб, у тому числі 4,1 % дітей у віці до 18 років та 1,7 % осіб у віці 65 років та старших.
Цивільне працевлаштоване населення становило 3874 особи. Основні галузі зайнятості: освіта, охорона здоров'я та соціальна допомога — 20,9 %, роздрібна торгівля — 11,9 %, виробництво — 11,9 %.